# Lemnalia nitida
Lemnalia nitida är en korallart som först beskrevs av Addison Emery Verrill 1864.  Lemnalia nitida ingår i släktet Lemnalia och familjen Nephtheidae. Inga underarter finns listade i Catalogue of Life.